# Рис, Габриэль
Габриэ́ль Э́ллис Рис (англ. Gabrielle Allyse Reece; 6 января 1970, Ла-Холья, Калифорния, США) — американская пляжная волейболистка и фотомодель.

## Биография
Габриэль Эллис Рис родилась 6 января 1970 года в Ла-Холье (штат Калифорния, США). Отец Габриэль погиб в авиакатастрофе в 1975 году.
Габриэль начала свою карьеру в конце 1980-х годов. В разные годы Рис являлась волейболисткой, спортивным диктором, фотомоделью и актрисой.
С 30 ноября 1997 года Габриэль замужем за серфером Лэрдом Хэмилтоном (род.1964), с которым она не жила вместе в 2001—2002 года. У супругов есть двое дочерей — Рис Виола Хэмилтон (род. в октябре 2003) и Броди Джо Хэмилтон (род.01.01.2008).